# Skaterhockey-Oberliga 1988
Die Saison 1988 ist die 3. Spielzeit der Skaterhockey-Oberliga (auch Westdeutsche Oberliga, WOL), in der ein Deutscher Meister ermittelt wird. Ausrichter ist die Fachsparte Skaterhockey (FSH) im Deutschen Rollsport-Bund. Der Vorjahrevierte Düsseldorf Rams setzte sich als neuer Deutscher Meister vor dem HC Köln-West durch. Neuling TG Münster zog sich im Saisonverlauf vom Spielbetrieb zurück.

## Teilnehmer
| Klub                  | Standort   | Vorjahr                     |
| --------------------- | ---------- | --------------------------- |
| SCC Deutzer Haie      | Köln       | 2.                          |
| HC Köln-West          | Köln       | 5.                          |
| Kölner SC Vingst      | Köln       | 3.                          |
| Bullskater Düsseldorf | Düsseldorf | Deutscher Meister           |
| Düsseldorf Rams       | Düsseldorf | 4.                          |
| SHC Flingern          | Düsseldorf | 1. Verbandsliga Niederrhein |
| Crash Eagles Kaarst   | Kaarst     | 7.                          |
| SHC Erftstadt         | Erftstadt  | 1. Verbandsliga Mittelrhein |
| TG Münster            | Münster    | 2. Verbandsliga Niederrhein |

## Modus
Die Oberliga geht mit neun Mannschaften an den Start. Jede Mannschaft trifft in Hin- und Rückspiel sowie in einem Spiel auf neutralem Platz auf jede andere Mannschaft. Für einen Sieg gibt es zwei Punkte, für ein Unentschieden einen Punkt. Bei Punktgleichheit zum Ende der Hauptrunde entscheidet der direkte Vergleich über die Rangfolge. Die Mannschaft, die die Saison auf dem ersten Platz beendet, ist Deutscher Meister. Die Mannschaften auf den Rängen acht und neun steigen ab.

## Tabelle
|    | Mannschaft            | Sp                      | Tore                    | +/-                     | P                       |
| -- | --------------------- | ----------------------- | ----------------------- | ----------------------- | ----------------------- |
| 1. | Düsseldorf Rams       | 21                      | 142052                  | +90                     | 39:03                   |
| 2. | HC Köln-West          | 21                      | 168:080                 | +88                     | 32:10                   |
| 3. | Bullskater Düsseldorf | 21                      | 106:103                 | +03                     | 24:18                   |
| 4. | SHC Flingern          | 21                      | 111:145                 | -34                     | 17:25                   |
| 5. | SCC Deutzer Haie      | 21                      | 107:133                 | -26                     | 16:26                   |
| 6. | SHC Erftstadt         | 21                      | 110:132                 | -22                     | 14:28                   |
| 7. | Crash Eagles Kaarst   | 21                      | 090:117                 | -27                     | 14:28                   |
| 8. | Kölner SC Vingst      | 21                      | 095:167                 | -72                     | 12:30                   |
| 9. | TG Münster            | Rückzug nach 12 Spielen | Rückzug nach 12 Spielen | Rückzug nach 12 Spielen | Rückzug nach 12 Spielen |

## Aufsteiger
Aus der Verbandsliga steigen der 1. SHC Essen als Meister der Staffel Niederrhein und der RSC Aachen als Meister der Staffel Mittelrhein auf.

## Rückzug
Während der Saison zog sich die TG Münster vom Spielbetrieb zurück. Nach zwölf absolvierten Spielen hatte das Team 36:116 Tore und 2:22 Punkte verbucht.

## Pokalsieger
Im Endspiel um den Deutschen Inline-Skaterhockey-Pokal 1988 gewannen die Düsseldorf Rams am 26. November 1988 gegen den HC Köln-West in Köln-Porz mit 9:7.